# Костюк, Валерий Викторович
Вале́рий Ви́кторович Костю́к (род. 26 августа 1940, Запорожье, Украинская ССР) — советский и российский учёный, специалист в области гидродинамики и теплообмена в криогенной и ракетно-космической технике, доктор технических наук, академик Российской академии наук (1997). Вице-президент РАН с июня 2013 по март 2017 года.

## Биография
В 1962 году окончил Челябинский политехнический институт. В институте им была выполнена дипломная работа на тему гидродинамических и тепловых процессов в двигателях ракет, по результатам которой Учёный совет ЧПИ обратился в Министерство высшего образования с просьбой допустить его к вступительным экзаменам в аспирантуру.
В 1963 году поступил в аспирантуру Московского авиационного института им. С. Орджоникидзе.
За 15 лет работы в МАИ прошёл путь от аспиранта до профессора. В 1966 году защитил кандидатскую диссертацию, в 1976 году – докторскую.
В 1979 году переходит на научно-организаторскую работу и назначается на должность начальника Главного управления науки Министерства высшего образования РСФСР, которое в соответствии с постановлением правительства преобразуется в научное объединение министерства. Этому объединению было поручено проведение экспериментов по внедрению новых принципов управления научными исследованиями в высшей школе.
C 1985 по 1991 г. — заведующий кафедрой систем автоматического проектирования Московского института радиоэлектроники и автоматики (МИРЭА).
В 1984—1991 гг. — начальник отдела Госплана РСФСР.
В начале 1990-х годов В. В. Костюк создаёт Научно-исследовательский институт низких температур при МАИ (НИИНТ) и с 1992 по 2007 год (реорганизация института) являлся его директором.
В 1996—1997 гг. — первый заместитель председателя Государственного комитета РФ по науке и технологиям.
В 1997—2001 гг. — первый заместитель министра науки и технологий РФ.
7 декабря 1991 года избран членом-корреспондентом Российской академии наук по секции физики, энергетики, радиоэлектроники. 29 мая 1997 года избран академиком Российской академии наук в отделение физико-технических проблем энергетики по специальности «Теплофизика».
Главный учёный секретарь Президиума РАН (c 20 ноября 2001 по 11 июня 2013)
Вице-президент РАН с 2013 года по март 2017 года.

## Научная деятельность
Внёс вклад в решение проблем энергетики, интенсификации теплообмена и изучение термодинамики в двигателях летательных аппаратов, ядерных реакторах, разработку методики расчёта и управления процесса нестационарного захолаживания магистралей.
Автор более 140 печатных трудов; руководимые В. В. Костюком исследования закреплены десятками патентов индустриальных стран Европы, США, Японии.

## Семья
Отец — Костюк Виктор Андреевич, специалист по механическому оборудованию металлургического производства, возглавлял эти направления в Запорожье, а затем в Челябинском совнархозе и Министерстве чёрной металлургии.
Мать — Васильева Лидия Михайловна.

## Награды
- Государственная премия СССР (1985) — за исследования тепловых процессов в ракетных двигателях
- Государственная премия РСФСР (1990) — за исследования в области низких температур
- Премии Правительства РФ в области науки и техники: 
  - за разработку новых газодинамических систем пожаротушения (2000)
  - за создание новых типов электрических машин на основе высокотемпературных сверхпроводников (2002)
  - за создание системы криообеспечения для силовых высокотемпературных сверхпроводящих систем передачи электроэнергии (2009)
- Орден «За заслуги перед Отечеством» IV степени (2006)[1]
- Орден «За заслуги перед Отечеством» III степени (2010)[2]
- Орден «За заслуги перед Отечеством» II степени (2015)[3]
- Орден Дружбы (2020) — за большой вклад в развитие науки и многолетнюю добросовестную работу[4]
- Лауреат международной премии «Глобальная энергия» (2012) — за разработку новых процессов и оборудования для производства газов и криогенных жидкостей, а также за разработку технологии их применения для производства электроэнергии и в энергетических системах[5]